# Glipostenoda mellissiana
Glipostenoda mellissiana is een keversoort uit de familie spartelkevers (Mordellidae). De wetenschappelijke naam van de soort is voor het eerst geldig gepubliceerd in 1870 door Wollaston.